# Точка отрыва
«Точка отрыва» — российская хип-хоп группа.

## История
Группа берёт своё начало в октябре 2000 года, и практический сразу начинает гастрольную деятельность по клубам и концертным площадкам города Екатеринбурга.
В 2002 году «Точка Отрыва» постоянно экспериментирует. Один из таких экспериментов закончился созданием композиции под названием «Через слово зима», сделанной совместно с известной рок-группой «Сансара». Песня была презентована на фестивале «Нашествие» (г. Москва). А также, попала в ротацию хип-хоп программы на «Нашем радио».
С этого года композиции группы начинают попадать во множество хип-хоп изданий (аудио и видео сборников) от различных лейблов.
В декабре «Точка Отрыва» получает предложение выхода композиции «Свежим Ухом» на сборнике «Рэп-прорыв 2002». Идея сборника заключалась в том, что ежегодно со всей России и ближайшего зарубежья, выбирают 20 лучших исполнителей, которые попадают в сборник «Рэп прорыв», после чего по итогам голосования, выбирают 10 лучших, для участия в Ежегодном Международном Фестивале «Rap Music», куда группа и отправилась 29 декабря 2002 года. (г. Санкт-Петербург, ДС «Юбилейный»). Фактически, «Точка Отрыва» вошла в десятку лучших хип-хоп проектов 2002 года, по мнению самого авторитетного жюри, данного музыкального направления.
12 апреля 2004 года в свет выходит дебютный альбом группы — «Паралоновый Мир», на одном из известных хип-хоп лейблов — компании «100PRO».
В декабре 2005 года вышел второй альбом группы, на том же выпускающем лейбле, под названием «Рисуя на тишине».
К 2009 году «Точкой Отрыва» был накоплен огромный опыт концертных выступлений и студийной работы. Группа начала экспериментировать с живым звуком. Совместные композиции с реггей-коллективом «Alai Oli», автором-исполнителем Александром Баёвым («САНЧО»), композитором и музыкантом Евгением Борисенко («Корпорация V»), а также несколько сольных песен участников группы вошли в макси-сингл — «Промо Альбома» (лейбл «Ural Style»).
Клип на песню «Время меняет…» попадает в ротацию телеканалов «Муз-ТВ», «Music Box», «4 канал», а также получает широкое распространение и поддержку в сети Интернет.
В 2011 году на лейбле Ural Style выходит в свет сольный альбом Drakona — «И целого мира мало».
В дальнейшем сольные альбомы выпускают Dj M.A.P. и Витяй Счастье.

## Дискография
Альбомы
- 2004: «Паралоновый мир» /100Pro, CD Land /[6]
- 2005: «Рисуя на тишине» /100Pro, CD Land /[7]

Макси-синглы
- 2009: «Промо альбома» /Ural Style/[8]

Сольные альбомы участников
- 2011: Drakon — «И целого мира мало» /Ural Style/[9]
- 2011: Витяй Счастье — «Садо-муза» /ОЙrec/[10]
- 2012: Витяй Счастье — «Капсула времени» /ОЙrec/[11]
- 2012: Dj M.A.P. — «Самопал» /Ural Style/[12]
- 2012: Drakon — «Море волнуется» /Ural Style/[13]
- 2013: Витяй Счастье — «Кровь Из Ушей» /GM Production/[14]
- 2014: Витяй Счастье — «Медь» /GM Production/[15]
- 2022: Dj M.A.P. — «In the groove» /MusicAlligator/[16]
- 2025: Dj M.A.P. — «Electronic people» /MusicAlligator/[17]

## Видеоклипы
- «Время меняет…» (2009)[18]